# Terbangiang
Terbangiang is een bestuurslaag in het regentschap Pelalawan van de provincie Riau, Indonesië. Terbangiang telt 1832 inwoners (volkstelling 2010).